# تپه چمبک قلعه
تپه چمبک قلعه مربوط به دوران‌های تاریخی پس از اسلام است و در شهرستان بوئین‌زهرا، بخش آوج، روستای پرسپانج واقع شده و این اثر در تاریخ ۲۵ خرداد ۱۳۸۱ با شمارهٔ ثبت ۵۷۷۰ به‌عنوان یکی از آثار ملی ایران به ثبت رسیده است.